# Katoúna
Katoúna (en grec moderne : Κατούνα) est une ville de Grèce située en Étolie-Acarnanie, dans la périphérie de Grèce-Occidentale. Katoúna est l'ancien siège du dème de Medeón, qui constitue depuis la reforme administrative de 2010 l'un des districts municipaux du dème d'Aktio-Vonitsa.
Près de la ville se trouvent les ruines non dégagées à ce jour de Medeón, ancienne cité grecque d'Acarnanie.

## Évolution démographique
| Année     | 1920  | 1928  | 1940  | 1970  | 1981  | 1991  | 2001  | 2011  |
| Habitants | 2.018 | 2.727 | 3.167 | 3.500 | 3.157 | 2.612 | 2.331 | 1.677 |